# Oryzorictes
Oryzorictes è un genere di tenrecidi comprendente due specie, note come tenrec del riso:
- Genere Oryzorictes
  -     - Oryzorictes hova - Tenrec talpa

  - Sottogenere Nesoryctes
    - Oryzorictes tetradactylus - Tenrec del riso a quattro dita